# 2e étape du Tour de France 2001
Pour un article plus général, voir Tour de France 2001.
La 2e étape du Tour de France 2001 a eu lieu le 9 juillet 2001 entre Calais et Anvers en Belgique sur une distance de 218,5 km. Elle a été remportée par le Belge Marc Wauters (Rabobank devant le Français Arnaud Prétot (Festina) et le Sud-Africain Robert Hunter (Lampre-Daikin).

## Classement de l'étape
| \| Classement de l'étape \| Classement de l'étape \| Classement de l'étape \| Classement de l'étape \| Classement de l'étape \| \| Coureur \| Coureur \| Pays \| Équipe \| Temps \| \| --------------------- \| --------------------- \| --------------------- \| ------------------------ \| --------------------- \| \| 1er \| Marc Wauters \| Belgique \| Rabobank \| 4 h 35 min 47 s \| \| 2e \| Arnaud Prétot \| France \| Festina \| + 0 s \| \| 3e \| Robert Hunter \| Afrique du Sud \| Lampre-Daikin \| + 0 s \| \| 4e \| Servais Knaven \| Pays-Bas \| Domo-Farm Frites-Latexco \| + 0 s \| \| 5e \| Stuart O'Grady \| Australie \| Crédit Agricole \| + 0 s \| \| 6e \| Davide Bramati \| Italie \| Mapei-Quick Step \| + 0 s \| \| 7e \| Rik Verbrugghe \| Belgique \| Lotto-Adecco \| + 0 s \| \| 8e \| Ivan Basso \| Italie \| Fassa Bortolo \| + 0 s \| \| 9e \| Marco Milesi \| Italie \| Domo-Farm Frites-Latexco \| + 0 s \| \| 10e \| Erik Dekker \| Pays-Bas \| Rabobank \| + 0 s \| |                |                |                          |                 |
| |                |                |                          |                 |
| |                |                |                          |                 |
| Classement de l'étape |                |                |                          |                 |
| Coureur | Coureur        | Pays           | Équipe                   | Temps           |
| 1er | Marc Wauters   | Belgique       | Rabobank                 | 4 h 35 min 47 s |
| 2e | Arnaud Prétot  | France         | Festina                  | + 0 s           |
| 3e | Robert Hunter  | Afrique du Sud | Lampre-Daikin            | + 0 s           |
| 4e | Servais Knaven | Pays-Bas       | Domo-Farm Frites-Latexco | + 0 s           |
| 5e | Stuart O'Grady | Australie      | Crédit Agricole          | + 0 s           |
| 6e | Davide Bramati | Italie         | Mapei-Quick Step         | + 0 s           |
| 7e | Rik Verbrugghe | Belgique       | Lotto-Adecco             | + 0 s           |
| 8e | Ivan Basso     | Italie         | Fassa Bortolo            | + 0 s           |
| 9e | Marco Milesi   | Italie         | Domo-Farm Frites-Latexco | + 0 s           |
| 10e | Erik Dekker    | Pays-Bas       | Rabobank                 | + 0 s           |

## Classement général
Vainqueur de l'étape, le Belge Marc Wauters (Rabobank) s'empare également du maillot jaune de leader du classement général au détriment du Français Christophe Moreau (Festina), désormais 4e du classement avec 27 secondes de retard. Wauters devance deux autres membres de l'échappée victorieuse, l'Australien Stuart O'Grady (Crédit agricole, à 12 secondes) et le Néerlandais Servais Knaven (Domo-Farm Frites-Latexco, à 27 secondes).
| \| Classement général \| Classement général \| Classement général \| Classement général \| Classement général \| \| Coureur \| Coureur \| Pays \| Équipe \| Temps \| \| ------------------ \| ------------------------- \| ------------------ \| ------------------------ \| ------------------ \| \| 1er \| Marc Wauters \| Belgique \| Rabobank \| 9 h 40 min 17 s \| \| 2e \| Stuart O'Grady \| Australie \| Crédit Agricole \| + 12 s \| \| 3e \| Servais Knaven \| Pays-Bas \| Domo-Farm Frites-Latexco \| + 27 s \| \| 4e \| Christophe Moreau \| France \| Festina \| + 27 s \| \| 5e \| Jaan Kirsipuu \| Estonie \| AG2R Prévoyance \| + 28 s \| \| 6e \| Rik Verbrugghe \| Belgique \| Lotto-Adecco \| + 28 s \| \| 7e \| Robert Hunter \| Afrique du Sud \| Lampre-Daikin \| + 29 s \| \| 8e \| Jens Voigt \| Allemagne \| Crédit Agricole \| + 30 s \| \| 9e \| Igor González de Galdeano \| Espagne \| ONCE-Eroski \| + 30 s \| \| 10e \| Bobby Julich \| États-Unis \| Crédit Agricole \| + 31 s \| |                           |                |                          |                 |
| |                           |                |                          |                 |
| |                           |                |                          |                 |
| Classement général |                           |                |                          |                 |
| Coureur | Coureur                   | Pays           | Équipe                   | Temps           |
| 1er | Marc Wauters              | Belgique       | Rabobank                 | 9 h 40 min 17 s |
| 2e | Stuart O'Grady            | Australie      | Crédit Agricole          | + 12 s          |
| 3e | Servais Knaven            | Pays-Bas       | Domo-Farm Frites-Latexco | + 27 s          |
| 4e | Christophe Moreau         | France         | Festina                  | + 27 s          |
| 5e | Jaan Kirsipuu             | Estonie        | AG2R Prévoyance          | + 28 s          |
| 6e | Rik Verbrugghe            | Belgique       | Lotto-Adecco             | + 28 s          |
| 7e | Robert Hunter             | Afrique du Sud | Lampre-Daikin            | + 29 s          |
| 8e | Jens Voigt                | Allemagne      | Crédit Agricole          | + 30 s          |
| 9e | Igor González de Galdeano | Espagne        | ONCE-Eroski              | + 30 s          |
| 10e | Bobby Julich              | États-Unis     | Crédit Agricole          | + 31 s          |

## Classements annexes
| Classement par points | Classement par points | Classement par points | Classement par points | Classement par points |
| Coureur               | Coureur               | Pays                  | Équipe                | Points                |
| --------------------- | --------------------- | --------------------- | --------------------- | --------------------- |
| 1er                   | Jaan Kirsipuu         | Estonie               | AG2R Prévoyance       | 45 pts                |
| 2e                    | Stuart O'Grady        | Australie             | Crédit Agricole       | 43 pts                |
| 3e                    | Erik Zabel            | Allemagne             | Deutsche Telekom      | 40 pts                |
| 4e                    | Marc Wauters          | Belgique              | Rabobank              | 35 pts                |
| 5e                    | Arnaud Prétot         | France                | Festina               | 30 pts                |

| Classement par points | Classement par points | Classement par points | Classement par points | Classement par points |
| Coureur               | Coureur               | Pays                  | Équipe                | Points                |
| --------------------- | --------------------- | --------------------- | --------------------- | --------------------- |
| 1er                   | Jaan Kirsipuu         | Estonie               | AG2R Prévoyance       | 45 pts                |
| 2e                    | Stuart O'Grady        | Australie             | Crédit Agricole       | 43 pts                |
| 3e                    | Erik Zabel            | Allemagne             | Deutsche Telekom      | 40 pts                |
| 4e                    | Marc Wauters          | Belgique              | Rabobank              | 35 pts                |
| 5e                    | Arnaud Prétot         | France                | Festina               | 30 pts                |

| Classement de la montagne | Classement de la montagne | Classement de la montagne | Classement de la montagne | Classement de la montagne |
| Coureur                   | Coureur                   | Pays                      | Équipe                    | Points                    |
| ------------------------- | ------------------------- | ------------------------- | ------------------------- | ------------------------- |
| 1er                       | Jacky Durand              | France                    | La Française des jeux     | 10 pts                    |
| 2e                        | Christophe Oriol          | France                    | Jean Delatour             | 6 pts                     |
| 3e                        | Patrice Halgand           | France                    | Jean Delatour             | 2 pts                     |

| Classement de la montagne | Classement de la montagne | Classement de la montagne | Classement de la montagne | Classement de la montagne |
| Coureur                   | Coureur                   | Pays                      | Équipe                    | Points                    |
| ------------------------- | ------------------------- | ------------------------- | ------------------------- | ------------------------- |
| 1er                       | Jacky Durand              | France                    | La Française des jeux     | 10 pts                    |
| 2e                        | Christophe Oriol          | France                    | Jean Delatour             | 6 pts                     |
| 3e                        | Patrice Halgand           | France                    | Jean Delatour             | 2 pts                     |

| Classement du meilleur jeune | Classement du meilleur jeune | Classement du meilleur jeune | Classement du meilleur jeune | Classement du meilleur jeune |
| Coureur                      | Coureur                      | Pays                         | Équipe                       | Temps                        |
| ---------------------------- | ---------------------------- | ---------------------------- | ---------------------------- | ---------------------------- |
| 1er                          | Robert Hunter                | Afrique du Sud               | Lampre-Daikin                | 9 h 40 min 45 s              |
| 2e                           | Florent Brard                | France                       | Festina                      | + 5 s                        |
| 3e                           | Thor Hushovd                 | Norvège                      | Crédit Agricole              | + 15 s                       |
| 4e                           | Jörg Jaksche                 | Allemagne                    | ONCE-Eroski                  | + 16 s                       |
| 5e                           | José Iván Gutiérrez          | Espagne                      | ONCE-Eroski                  | + 24 s                       |

| Classement du meilleur jeune | Classement du meilleur jeune | Classement du meilleur jeune | Classement du meilleur jeune | Classement du meilleur jeune |
| Coureur                      | Coureur                      | Pays                         | Équipe                       | Temps                        |
| ---------------------------- | ---------------------------- | ---------------------------- | ---------------------------- | ---------------------------- |
| 1er                          | Robert Hunter                | Afrique du Sud               | Lampre-Daikin                | 9 h 40 min 45 s              |
| 2e                           | Florent Brard                | France                       | Festina                      | + 5 s                        |
| 3e                           | Thor Hushovd                 | Norvège                      | Crédit Agricole              | + 15 s                       |
| 4e                           | Jörg Jaksche                 | Allemagne                    | ONCE-Eroski                  | + 16 s                       |
| 5e                           | José Iván Gutiérrez          | Espagne                      | ONCE-Eroski                  | + 24 s                       |

| Classement par équipes | Classement par équipes | Classement par équipes | Classement par équipes |
| Équipe                 | Équipe                 | Pays                   | Temps                  |
| ---------------------- | ---------------------- | ---------------------- | ---------------------- |
| 1re                    | Crédit Agricole        | France                 | 29 h 02 min 03 s       |
| 2e                     | Festina                | France                 | + 10 s                 |
| 3e                     | Lampre-Daikin          | Italie                 | + 22 s                 |
| 4e                     | Rabobank               | Pays-Bas               | + 35 s                 |
| 5e                     | ONCE-Eroski            | Espagne                | + 39 s                 |

| Classement par équipes | Classement par équipes | Classement par équipes | Classement par équipes |
| Équipe                 | Équipe                 | Pays                   | Temps                  |
| ---------------------- | ---------------------- | ---------------------- | ---------------------- |
| 1re                    | Crédit Agricole        | France                 | 29 h 02 min 03 s       |
| 2e                     | Festina                | France                 | + 10 s                 |
| 3e                     | Lampre-Daikin          | Italie                 | + 22 s                 |
| 4e                     | Rabobank               | Pays-Bas               | + 35 s                 |
| 5e                     | ONCE-Eroski            | Espagne                | + 39 s                 |